# Alfondeguilla
Alfondeguilla ist eine Gemeinde (Municipio) mit 870 Einwohnern (Stand: 2024) in der Provinz Castellón der Autonomen Gemeinschaft Valencia in Spanien. 

## Geografie
Alfondeguilla befindet sich etwa 24 Kilometer südwestlich von Castellón de la Plana in einer Höhe von ca. 220 m.

## Bevölkerungsentwicklung
| Jahr      | 1970 | 1981 | 1991 | 2001 | 2011 | 2021 |
| Einwohner | 969  | 932  | 919  | 921  | 879  | 871  |

## Sehenswürdigkeiten
- römisches und mittelalterliches Aquädukt
- Reste der alten Burg von Alfandech
- Bartholomäuskirche
- Christuskapelle

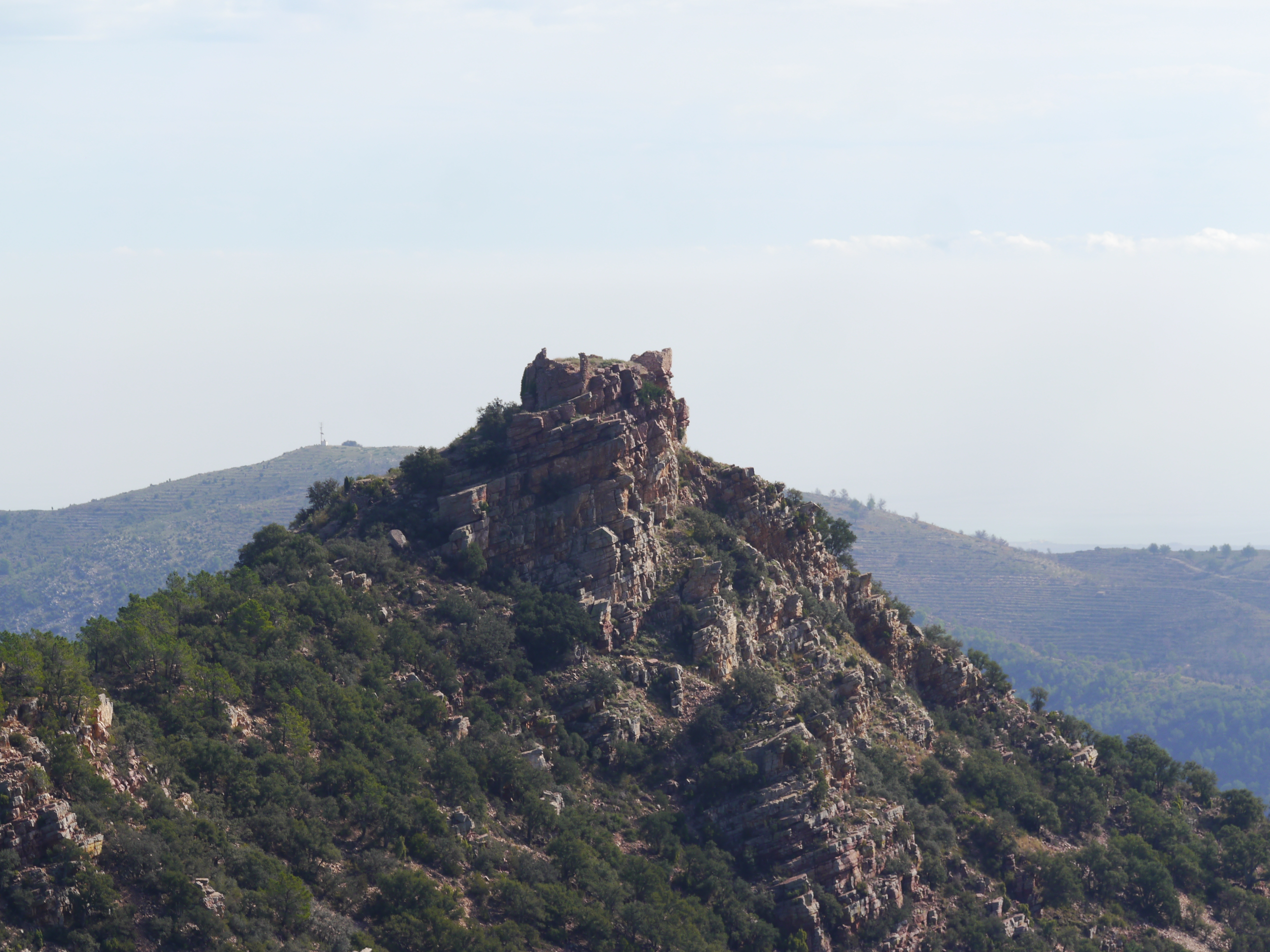
Burgruine
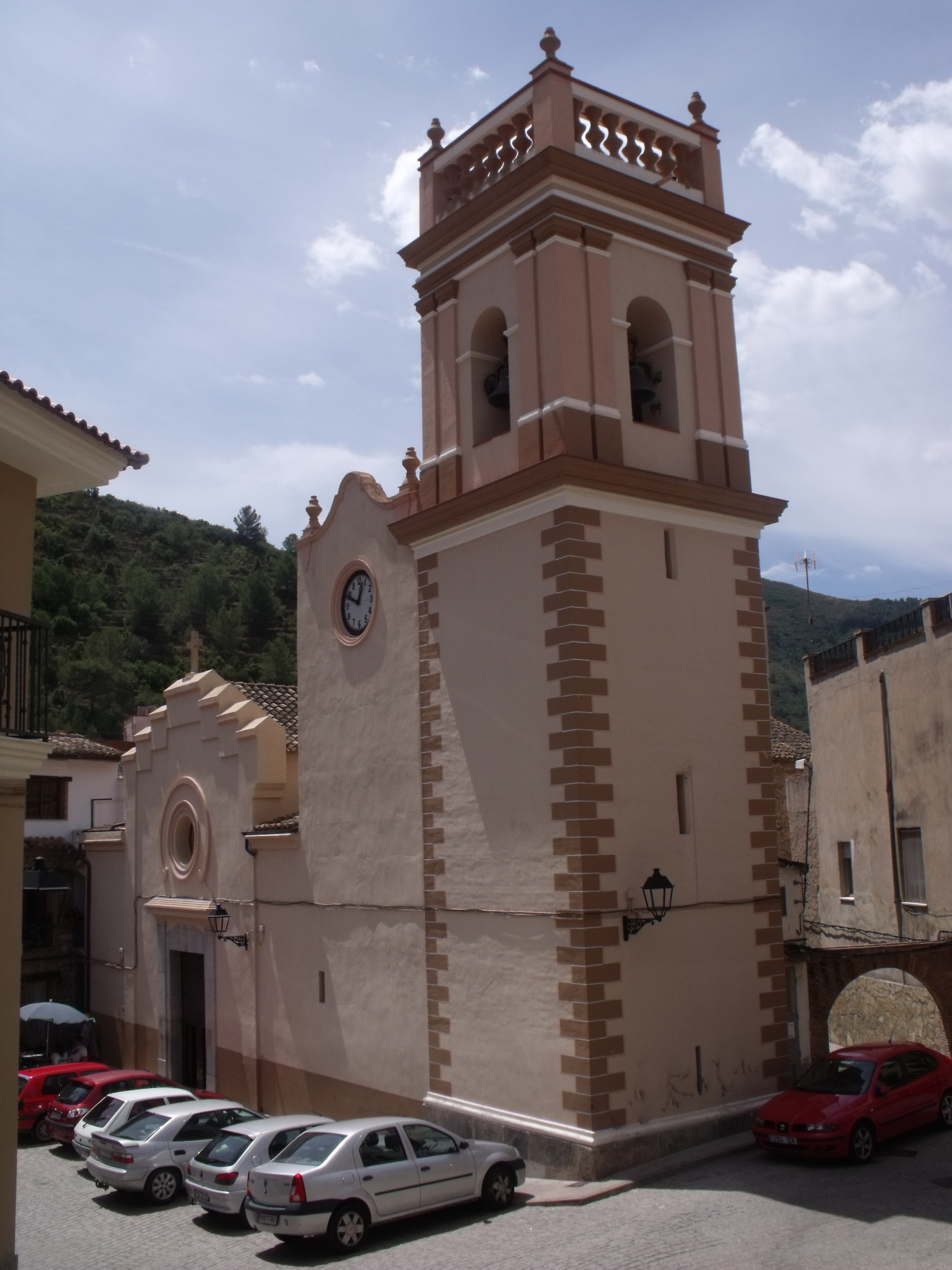
Bartholomäuskirche
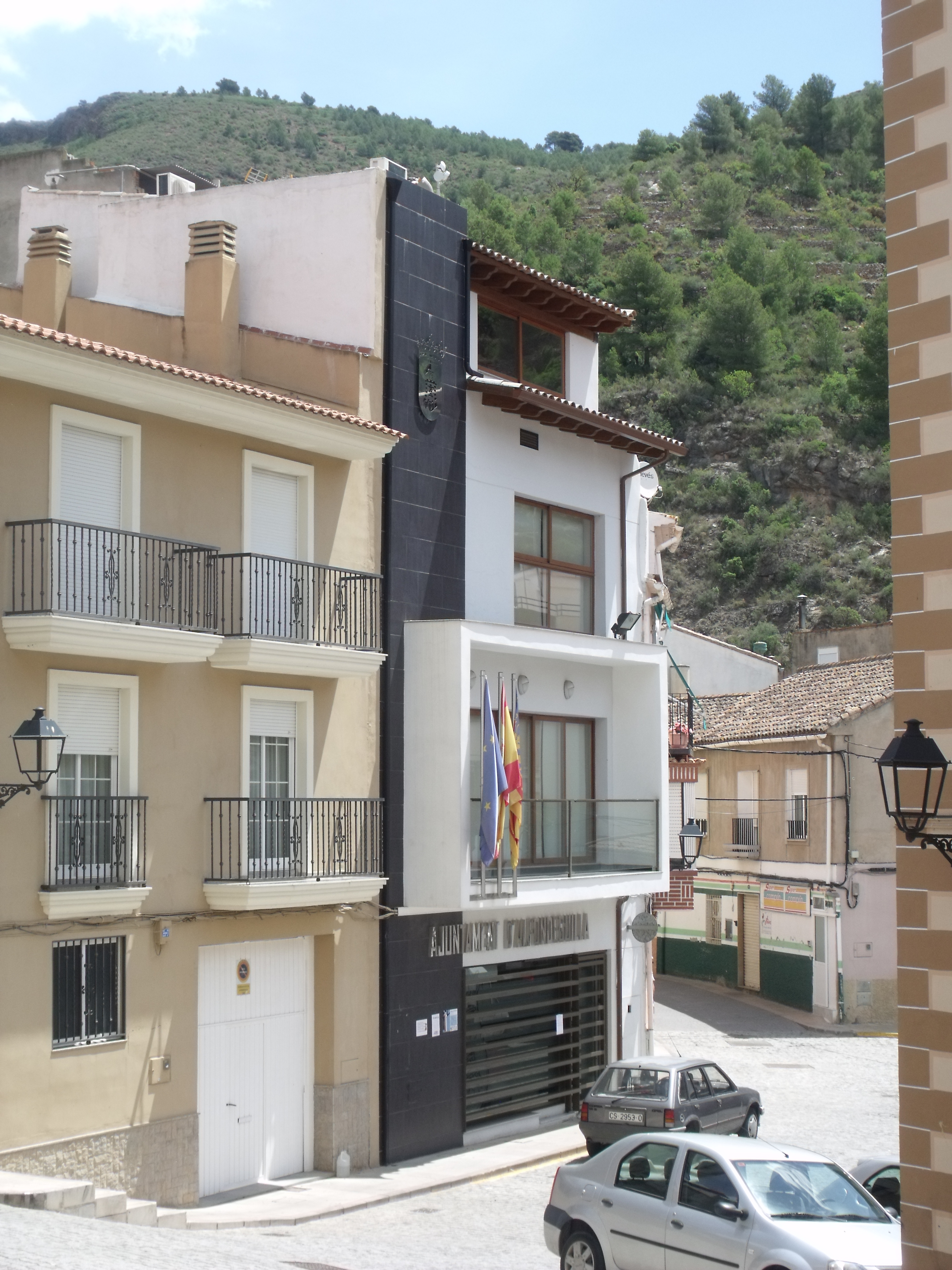
Rathaus